# Irena Novak - Popov
Irena Novak Popov, literarna zgodovinarka, * 27. januar 1952, Novo mesto.

## Življenje
Osnovno šolo in gimnazijo je obiskovala v Ljubljani. Na Filozofski fakulteti v Ljubljani je študirala dvopredmetno angleški in francoski jezik s književnostjo in po izpopolnjevanju na Univerzi v Essexu (University of Essex) v Veliki Britaniji diplomirala leta 1977. Po diplomi se je za eno leto zaposlila kot asistentka pri etimološko-onomastični sekciji SAZU, nato je začela študirati slovenski jezik s književnostjo. Leta 1980 je postala strokovna sodelavka Oddelka za slovanske jezike in književnosti pri raziskovalnem projektu Slovensko pesništvo upora. Rezultat tega dela je znanstveno komentirana antologija v štirih knjigah Slovensko pesništvo upora (zbral in uredil Boris Paternu). Leta 1988 je postala mlada raziskovalka in je leta 1991 magistrirala z nalogo Pesniške figure v spreminjanju poetike Otona Župančiča in Edvarda Kocbeka v upodabljanju vojne. Leta 1995 je doktorirala iz lirike Edvarda Kocbeka. Leta 1996 je postala docentka za novejšo slovensko književnost, med 1998 in 2000 je bila predstojnica Oddelka za slovanske jezike in književnosti. Od leta 2004 je izredna profesorica za slovensko književnost na Oddelku za slovenistiko Filozofske fakultete.

## Delo
Ukvarja se s sodobno slovensko poezijo in v okviru tega tudi z ženskimi avtoricami. Prevajala je družboslovne in jezikovne članke in gledališka dela in ob različnih priložnostih predavala strokovni javnosti. Predavala je tudi na  univerzah v Trstu, Brnu, Celovcu, Bratislavi, Zagrebu in na Dunaju (kjer je bila v zimskem semestru leta 2006/07 tudi gostujoča predavateljica). Leta 2004 je bila predsednica mednarodnega simpozija Obdobja, leta 2006 Seminarja slovenskega jezika, literature in kulture, je pa tudi predsednica žirij za podelitev raznih nagrad (med drugim Veronikine nagrade) in članica komisije za literaturo Prešernovega sklada.

## Izbrana bibliografija
- Slovenska taboriščna poezija. Jezik in slovstvo, 31 (1985/86), št. 6, str. 198–204.
- Metafora v slovenskem narodnoosvobodilnem pesništvu. Obdobja (1987), št. 7, str. 265–274.
- Slovensko pesništvo upora 1941–1945. (COBISS)
  - Knj. 1, 2: Partizanske. 1987, 1995.
  - Knj. 3: Zaledne. 1996.
  - Knj. 4: Zaporniške in taboriščne, izgnanske, iz tujih enot. 1997.
- Vesolje v kaplji rose: Prispevek k pomenski analizi Župančičeve zbirke V zarje Vidove. Slavistična revija 36 (1988), št. 4, str. 419–426. (COBISS)
- Župančičev poklon (hommage) Manom Josipa Murna-Aleksandrova. Jezik in slovstvo 35 (1989/90), št. 1/2, str. 4–14. (Skupaj z Markom Juvanom). (COBISS)
- Slovenska ženska lirika in mesto Ljubke Šorli v njej. (1991). Sedemdeset let slovenske slovenistike. Zavod Republike Slovenije za šolstvo in šport, str. 175–185. (COBISS)
- Paradoksi v Kocbekovi poeziji. Slavistična revija 40 (1992), št. 4, str. 473–488. (COBISS)
- Prispevek k analizi metafore v sonetu postmodernizma. Jezik in slovstvo 42 (1996/97), št. 6, str. 215–228. Arhivirano 2009-04-15 na Wayback Machine. (COBISS)
- Pesmi Filipa Riharja. Volterski vzdihi: izbrane pesmi (1998), str. 187–191. (COBISS)

- Sprehodi po slovenski poeziji. 2003. (COBISS)
- Iracionalno v Kocbekovem pesniškem svetu. Zbornik Slavističnega društva Slovenije 15 (2004), str. 77–94. (COBISS)
- Antologija slovenskih pesnic 1 (1825–1941). 2004. (COBISS)
- Antologija slovenskih pesnic 2 (1941–1980). 2005.
- »Pozabljena« slovenska pričevanja iz velike vojne. Jezik in slovstvo 50 (2005), št. 1, str. 9–24. Arhivirano 2016-03-12 na Wayback Machine. (COBISS)
- Ustvarjalnost kontroverzne umetnice Svetlane Makarovič. Slavistična revija 54 (2006), št. 4, str. 711–725. (COBISS)